# 閆冰竹
閆冰竹（1953年—），生於北京市。畢業於西南财经大学经济学硕士、厦门大学工商管理硕士。曾任北京銀行股份有限公司董事長兼黨書記。

## 生平
在1996年委任當時組建北京銀行管理層之時，1992年，曾任中国工商银行北京分行分理处主任、营业部总经理、分行总稽核理，之後在1996年組建北京銀行行長，2002年委任董事長一職。2016年11月，不再担任北京银行董事长。
中共十七大代表，全国政协委员，中共北京市委委员，中国银行业协会副会长，中国青年企业家协会副会长，全国青年之友联谊会副会长，中国金融学会常务理事，北京市金融学会副会长，中央财经大学硕士研究生导师。

## 相關連結
- 闫冰竹：错位竞争论 東方財富網 （页面存档备份，存于）
- 北京银行董事会闫冰竹：战略家的梦想 中金在綫

1. ↑  . 澎湃新闻.   [2017-03-02]. （原始内容存档于2017-11-10）.